# Taxila ephorus
Taxila ephorus är en fjärilsart som beskrevs av Hans Fruhstorfer 1904. Taxila ephorus ingår i släktet Taxila och familjen Riodinidae. Inga underarter finns listade i Catalogue of Life.